# 1985-ös magyar asztalitenisz-bajnokság
Az 1985-ös magyar asztalitenisz-bajnokság a hatvannyolcadik magyar bajnokság volt. A bajnokságot február 9. és 10. között rendezték meg Szolnokon, a Tiszaligeti Sportcsarnokban.

## Eredmények
| Versenyszám  | Arany                                                          | Arany | Ezüst                                           | Ezüst | Bronz | Bronz |
| ------------ | -------------------------------------------------------------- | ----- | ----------------------------------------------- | ----- | --- | ----- |
| Férfi egyéni | Klampár Tibor Bp. Spartacus                                    |       | Takács János BVSC                               |       | Molnár János Bp. SpartacusKriston Zsolt Bp. Spartacus                                                               |       |
| Női egyéni   | Oláh Zsuzsa Statisztika Petőfi SC                              |       | Gazsi Ildikó Bp. Spartacus                      |       | Fazekas Györgyi Statisztika Petőfi SCBalogh Ilona Tolnai Vörös Lobogó                                               |       |
| Férfi páros  | Molnár János, Simon Ferenc Bp. Spartacus                       |       | Karsai Ferenc, Péter Aladár Ceglédi VSE         |       | Leinwéber József, Kreisz Tibor Honvéd Kilián KFSE, Postás SEKáposztás Zoltán, Takács János Honvéd Kilián KFSE, BVSC |       |
| Női páros    | Bátorfi Csilla, Oláh Zsuzsa BSE, Statisztika Petőfi SC         |       | Kiss Anikó, Bolvári Katalin Tolnai Vörös Lobogó |       | Böhm Gabriella, Gál Krisztina Statisztika Petőfi SCFazekas Györgyi, Nagy Krisztina Statisztika Petőfi SC            |       |
| Vegyes páros | Molnár János, Oláh Zsuzsa Bp. Spartacus, Statisztika Petőfi SC |       | Takács János, Urbán Edit BVSC, BSE              |       | Gergely Gábor, Bátorfi Csilla BVSC, BSEBánlaki Zsolt, Faragó Judit Ceglédi VSE, Bp. Spartacus                       |       |